# Corps des mines
| Ingénieurs du Corps des mines, de gauche à droite et de haut en bas : - Jacques Attali, économiste, conseiller du président Mitterrand, écrivain, - Henri Poincaré, mathématicien, physicien, - Anne Lauvergeon, présidente d’Areva de 2001 à 2011, - Maurice Allais, prix Nobel d'économie, - Patrick Pouyanné, président-directeur général de Total, - Albert Lebrun, président de la République de 1932 à 1940. |

Le Corps des mines ou Corps des ingénieurs des mines regroupe les ingénieurs des mines de la fonction publique française constituant un grand corps de l'État à caractère technique et interministériel.
Les membres du Corps des mines sont formés à l'École nationale supérieure des mines de Paris, aussi connue sous le nom de « Mines Paris PSL », et à Télécom Paris, dans un cursus différent de celui des ingénieurs civils. Ils proviennent pour la plupart de l'École polytechnique, des Écoles normales supérieures (ENS), du cursus des ingénieurs civils de Mines Paris PSL ou de Télécom Paris.
Le Corps des mines, qui a été historiquement fondé pour exercer ses compétences dans le périmètre des mines, est aujourd'hui rattaché au ministère de l'Économie et des Finances.
Le statut particulier du Corps des ingénieurs des mines est précisé par le décret du 16 janvier 2009 modifié par le décret du 14 novembre 2011 (consolidé le 23 septembre 2009).

## Histoire
La création de l'Agence des mines date de 1794. Initialement voués à contrôler et favoriser la mise en valeur des mines françaises, les ingénieurs des mines ont accompagné la révolution industrielle pour étendre leur champ d'intervention à tous les secteurs en relation avec l’industrie, y compris l’innovation et la conduite de grands projets de développement. La loi du 21 avril 1810 pose les fondements de l'action publique pour l'exploitation minière et le décret du 18 novembre de la même année crée le « Corps impérial des ingénieurs des mines » et le Conseil général des mines (CGM).
Les membres du Corps des mines sont, depuis la création de l’École polytechnique, en 1794, recrutés dans les premiers du classement de sortie de cette école : « Choisir les mines est, depuis, un moyen d'afficher son rang de sortie jusqu'à la fin de sa vie », relève l'historien André Thépot. Il existe cependant de rares exceptions à cette règle, comme pour Jean-François d'Aubuisson de Voisins et quelques autres.
Dans le cours du XIXe siècle, dans le cadre du développement de l'industrie en France, ils étendent leur autorité dans le domaine de la sécurité : machines à vapeur, locomotives, automobile (d'où le nom donné aux plaques minéralogiques). À la suite de l'accident de la raffinerie de Feyzin (Rhône) le 4 janvier 1966, ils sont aussi chargés de la surveillance des installations classées pour la protection de l'environnement.
En 1988, une partie des ingénieurs du Corps des instruments de mesure est intégrée au Corps des ingénieurs des mines, le Corps des ingénieurs des instruments de mesure étant mis en voie d'extinction.
En janvier 2009, le Corps des mines « fusionne » avec le Corps des télécommunications, dépendant lui aussi du ministère de l'Économie, de l'Industrie et de l'Emploi. Le Conseil général des mines est devenu le Conseil général de l'économie, de l'industrie, de l'énergie et des technologies (CGEIET) en 2009, après fusion avec le Conseil général des technologies de l'information.
En mars 2012, le Corps « fusionne » une autre fois avec le Corps de contrôle des assurances.

## Missions
Selon le statut particulier du Corps des ingénieurs des mines, les ingénieurs des mines participent à la conception, à la mise en œuvre et à l'évaluation des politiques publiques, notamment dans les domaines relatifs :
- à l'industrie et à l'économie ;
- aux technologies de l'information et de la communication, à leur utilisation et aux services qui leur sont associés ;
- à l'énergie et aux matières premières ;
- à la protection de l'environnement, à la sécurité industrielle et à la santé publique ;
- à la recherche, à l'innovation et aux technologies nouvelles ;
- à l'aménagement du territoire et aux transports ;
- à la normalisation et à la métrologie ;
- aux banques, aux assurances et aux services financiers.

Les ingénieurs du Corps des mines ont dans ce cadre vocation à exercer des fonctions de direction, d'encadrement et de coordination des services, de contrôle, de régulation, d'inspection, d'étude, d'expertise et de recherche ou d'enseignement, y compris dans les organismes internationaux. Ils peuvent également être amenés à assurer des missions de nature scientifique, technique, administrative, économique ou sociale, confiées par tout ministre. Par ailleurs, des postes-clés de hauts fonctionnaires et dans l'industrie française sont tenus par des ingénieurs du Corps des mines.
Aujourd’hui, les ingénieurs du Corps des mines constituent un corps à vocation interministérielle administrativement rattaché au ministère de l'Économie, des Finances et de l'Industrie.
Certains des ingénieurs généraux forment le Conseil général de l'économie, de l'industrie, de l'énergie et des technologies au ministère chargé de l'économie.

## Recrutement et formation
Les ingénieurs du Corps des mines sont, pour une grande majorité d’entre eux, recrutés en tant qu'ingénieur-élève à la sortie de l'École polytechnique (parmi les quinze premiers du classement de sortie), des écoles normales supérieures (Paris, Lyon, Saclay, Rennes), de l'École nationale supérieure des mines de Paris et de l'École nationale supérieure des télécommunications. Les promotions annuelles comptent une vingtaine d'ingénieurs-élèves. Les ingénieurs du Corps des mines sont également recrutés par la voie d'un concours externe ouvert aux docteurs, par la voie d'un concours interne à la fonction publique et, pour 10 % des effectifs du corps au maximum, par promotion interne des ingénieurs de l'industrie et des mines (IIM) sur examen professionnel.
Dans le cadre de leur formation, les ingénieurs-élèves effectuent deux stages d'un an (un en France, un à l'étranger), entrecoupés de deux périodes de formation technique, suivis par une année de cours à l'École nationale supérieure des mines de Paris (« Mines Paris PSL »). Cette formation est distincte de celle suivie par les élèves-ingénieurs.
La formation complémentaire a pour but de donner une connaissance théorique et pratique du fonctionnement des entreprises, ainsi qu'une bonne compréhension des responsabilités de la puissance publique dans les domaines techniques et économiques.

## Grade et statuts
Le statut particulier du Corps des ingénieurs des mines est précisé par le décret du 16 janvier 2009 modifié par le décret du 12 novembre 2011. La gestion du corps est assurée par le conseil général de l'Économie, sous l'autorité du ministre chargé de l'Économie.
Au 1er janvier 2015, le Corps des mines comprend environ 1 300 membres. Ce nombre n'inclut pas les ingénieurs radiés des cadres qui exercent une activité dans le secteur privé, les retraités ni les élèves en formation.
Le Corps des mines comporte trois grades :
- le grade d'ingénieur général, qui comprend quatre échelons et un échelon spécial ;
- le grade d'ingénieur en chef, qui comprend sept échelons ;
- le grade d'ingénieur, qui comprend neuf échelons.

## Direction
La direction du service est assurée successivement par le vice-président du conseil général des mines (1810-2009), puis par le chef de service du conseil général de l'économie (depuis 2011).

## Association amicale des ingénieurs des mines
L'Association amicale des ingénieurs des mines (AAIM) est une association loi de 1901 regroupant des personnes appartenant ou ayant appartenu au Corps des ingénieurs des mines, des télécommunications ou du contrôle des assurances. Selon ses statuts, le but de l'association est de créer des liens et de la solidarité entre ses membres.
L'Amicale des anciens est gérée par un conseil d'administration qui a, selon un adhérent, « une vraie influence sur l'exercice du pouvoir en France ». De novembre 2002 à janvier 2015, ce conseil d'administration a été présidé par Jean-Louis Beffa, ancien président-directeur général du groupe Saint-Gobain. Le 22 janvier 2015, Pierre Pringuet, vice-président du conseil d'administration de Pernod Ricard, a été élu à la tête de ce conseil. Elle est rebaptisée par la suite Amicale du Corps des mines ; depuis décembre 2020, c'est Patrick Pouyanné (Total) qui en a pris la présidence.

## Critiques
Le Corps des mines et ses membres sont parfois accusés d'être trop indépendants vis-à-vis du pouvoir politique, par exemple par  le ministre Franck Borotra en 1997,. Beaucoup de dirigeants de grandes entreprises sont issus du Corps des mines, en particulier dans le secteur de l'énergie  (Elf, Total, EdF, Areva, Cogema...) et tout spécialement dans le nucléaire (secteur dont les organismes de contrôle comme l'ASN, ou de référence, comme le CEA, accueillent également de nombreux membres du Corps): le Corps des mines est donc l'objet de  critiques récurrentes, provenant notamment (mais pas exclusivement) des milieux écologistes ou anti nucléaires, que ce soit pour son rôle dans l'échec de Superphénix,,, dans les déboires du groupe Areva,  ou plus généralement dans la politique énergétique et industrielle en France . Le poids du Corps des ingénieurs des Mines a été considéré comme une « source de blocage dans le domaine du nucléaire » dans un rapport parlementaire publié en 1998.

## Liste d'ingénieurs notoires du Corps des mines

### Notoriété historique
- Pierre Alby (1921-1998), directeur général de Gaz de France
- Maurice Allais (1911-2010), Prix Nobel d'économie 1988
- Louis Armand (1905-1971) résistant français, ingénieur et haut fonctionnaire dans le domaine du ferroviaire et de l'énergie atomique
- Alexis Aron (1879-1973) chef d'entreprise sidérurgiste
- Élie de Beaumont (1798-1874), géologue, médaille Wollaston 1843
- Georges Besse (1927-1986), assassiné par Action directe, a été président de la Cogema, de Pechiney et de Renault
- Jean Bichelonne (1904-1945), ministre du gouvernement de Vichy de 1942 à 1944
- Jean Blancard (1914-2008), président de Gaz de France
- Émile Clapeyron (1799-1864), physicien et pionnier de la thermodynamique
- Michel Chevalier (1806-1879), saint-simonien, homme politique, proche conseiller de Napoléon III
- Léon Daum (1887-1966), membre fondateur de la Haute autorité de la Communauté européenne du charbon et de l'acier
- Armand Dufrénoy (1792-1857), géologue, médaille Wollaston 1843
- Charles-Eugène Delaunay (1816-1872), astronome et spécialiste de la mécanique céleste, médaille d'or de la Royal Astronomical Society 1870
- Raymond Fischesser (1911-1991), directeur de l'École des mines de Paris
- Charles de Freycinet (1828-1923), à plusieurs reprises ministre de la Guerre ou des Travaux publics, quatre fois président du conseil
- Georges Friedel (1865-1933), minéralogiste, directeur de l'École nationale supérieure des mines de Saint-Étienne
- Jacques Friedel (1921-2014), physicien, petit-fils du premier, considéré comme l'un des pères de la science des matériaux
- André Giraud (1925-1997), ministre de l'Industrie, ministre de la Défense
- Pierre Guillaumat (1909-1991), administrateur du Commissariat à l'énergie atomique, président d'Électricité de France, ministre des Armées
- Camille Jordan (1838-1922), mathématicien
- Henry Kuss (1852-1914), contributeur majeur à la lutte contre le grisou, organisateur de l’École des mines de Douai
- Gabriel Lamé (1795-1870), mathématicien et cofondateur, avec Poisson et Cauchy, de la théorie mathématique de l'élasticité
- Pierre Laffitte (1925-2021), géologue, directeur de l'École des mines de Paris de 1972 à 1984, fondateur de Sophia-Antipolis, puis homme politique
- Henry Le Chatelier (1850-1936), chimiste et industriel, médaille Davy 191
- Albert Lebrun (1871-1950), président de la République française
- Aimé Lepercq (1889-1944), Compagnon de la Libération, ministre des Finances du premier gouvernement de Libération.
- Frédéric Le Play (1806-1882), économiste et fondateur du musée social
- Paul Lévy (1886–1971), mathématicien spécialiste du calcul des probabilités
- Raymond Lévy (1927-2018), président de la régie Renault de 1986 à 1992
- Roger Martin (1915-2008), président de Pont-à-Mousson et de Saint-Gobain.
- René Montjoie (1926-1982) commissaire général au plan (1967-1974)
- Luc Oursel (1959-2014), dirigeant d'entreprises (Schneider Electric, Sidel, Geodis, Areva), conseiller au ministre de la defense (1991), president de la Société française d'énergie nucléaire
- Georges Painvin (1886-1980), déchiffreur du « radiogramme de la victoire » pendant la Première Guerre mondiale
- Henri Poincaré (1854-1912), mathématicien et physicien du XIXe siècle, médaille d'or de la Royal Astronomical Society 1900
- Henri Regnault (1810-1878), chimiste et physicien français, médaille Rumford (1848) et médaille Copley 1869
- Lionel Stoléru (1937-2016), Docteur en économie (Stanford Graduate School of Business), homme politique. Chef d'orchestre
- Conrad Schlumberger (1878-1936), fondateur avec son frère Marcel de la Société de prospection électrique, devenue plus tard Schlumberger Limited
- Bertrand Schwartz, directeur de l’École des mines de Nancy de 1957 à 1966

### Notoriété actuelle
- Pierre-Marie Abadie, président de l'Autorité de sûreté nucléaire
- Jacques Aschenbroich, ex-président-directeur général de Valeo / président du conseil d'administration d'Orange
- Jacques Attali, économiste
- Roger Balian, physicien et membre de l'Académie des sciences
- Jean-Louis Beffa, président d'honneur et administrateur de Saint-Gobain
- Gérard Berry, médaille d'or du CNRS (2014), membre de l'Académie des sciences, informaticien, père du langage Estérel
- Jean-Laurent Bonnafé, directeur général de BNP Paribas
- François Bourdoncle, cofondateur d'Exalead
- Alain Bravo, cofondateur de SFR
- Fabrice Brégier, ancien président d’Airbus
- Patrice Caine, président-directeur général de Thales
- Pierre-Franck Chevet, président de l'Autorité de sûreté nucléaire de 2012 à 2018
- Jean-Pierre Clamadieu, président (non exécutif) d'Engie depuis 2018, président du comité exécutif de Solvay depuis 2012, président de Rhodia (2008-2011)
- Bertrand Collomb, président d'honneur de Lafarge
- Michel Combes, CEO de Sprint, directeur général d'Alcatel-Lucent jusqu'en 2015, président de Numericable-SFR de 2015 à 2017
- Robert Dautray, haut-commissaire à l'énergie atomique, membre de l'Académie des sciences
- Thierry Desmarest, président de Total jusqu'en 2015
- Bernard Ésambert, président d'honneur de l'École polytechnique et de l'institut Pasteur
- Yannick d'Escatha, président du Centre national d'études spatiales de 2003 à 2013, administrateur général du commissariat à l'énergie atomique de 1995 à 1999
- Jean-Martin Folz, président de PSA Peugeot Citroën de 1997 à 2007
- Noël Forgeard, président d'Airbus (1998-2005) et coprésident d’EADS (2005-2006)
- Alfred Galichon, économiste, mathématicien, professeur au Courant Institute, New York University, et directeur de NYU Paris depuis 2018
- Pierre-Noël Giraud, économiste
- Claude Imauven, président d'Orano, directeur général exécutif de Saint-Gobain (2016-2019)
- François Jacq, président du conseil d'administration du CEA depuis 2019
- Philippe Knoche, directeur général du groupe Orano
- Isabelle Kocher, directrice générale du groupe Engie jusqu'en 2020
- Patrick Kron, président d'Alstom de 2003 à 2016
- Anne Lauvergeon, présidente d'Areva de 2001 à 2011, radiée du corps des Mines en 2004[20]
- Laure de La Raudière, ancienne députée, présidente de l'ARCEP depuis 2021
- Jean-Bernard Lévy, président successivement de : Vivendi, Thales, Électricité de France
- Didier Lombard, président de France Télécom de 2005 à 2011
- François Loos, plusieurs fois ministre, président du Parti radical valoisien de 1999 à 2003, président de l'ADEME de 2011 à 2013
- Dominique Maillard, président du directoire de RTE de 2007 à 2015
- Hervé Mariton, député de la Drôme (1993-1997 et 2002-2017), ministre de l'Outremer en 2007
- Charles-Michel Marle, Membre de la Société Mathématique de France[21], de la Société Française de Physique[22] et de l'American Mathematical Society[23].
- Thierry Martel, directeur général de Groupama
- Jean-Louis Masson, sénateur de Moselle de 2001 à 2023
- Nicolas Mayer-Rossignol, président du conseil régional de Haute-Normandie (2013-2015), maire de Rouen (depuis 2020)
- Francis Mer, président d’Usinor (1986-1996), de Safran (2007-2011) et ministre des Finances (2002-2004)
- Thierry de Montbrial, enseignant et chercheur en économie et relations internationales, fondateur de l’IFRI
- Patrick Pailloux, directeur général de l’ANSSI de 2009 à 2014, directeur technique de la DGSE de 2014 à 2022, conseiller d'État
- Patrick Pouyanné, directeur général de Total depuis 2014 et président-directeur général depuis décembre 2015
- Pierre Pringuet, directeur général de Pernod Ricard de 2005 à 2014
- Denis Ranque, président de Thales de 2000 à 2009, président d'Airbus Group depuis 2013
- André Renaudin, directeur général d’AG2R La Mondiale de 2008 à 2022
- Claude Riveline, professeur de gestion des organisations
- Jean-Pierre Rodier président du groupe Saur, président de Pechiney jusqu'en 2003
- Sébastien Soriano, directeur général de l'IGN depuis 2021
- Christian Stoffaës, président d'honneur du Conseil du CEPII, membre du Cercle des économistes
- Jean Syrota, président de Cogema de 1988 à 1999
- Gérard Théry, directeur général des télécommunications de 1974 à 1981
- Jacques Vernier, maire de Douai de 1983 à 2014